# اندی ایروینگ
اندی ایروینگ (انگلیسی: Andy Irving؛ زادهٔ ۱۳ مهٔ ۲۰۰۰) بازیکن فوتبال اهل بریتانیا است که در حال حاضر برای باشگاه فوتبال وستهام یونایتد بازی می‌کند. 
از باشگاه‌هایی که در آن بازی کرده است می‌توان به باشگاه فوتبال فالکیرک اشاره کرد.
وی همچنین در تیم‌های ملی فوتبال  زیر ۱۹ سال اسکاتلند و زیر ۲۱ سال اسکاتلند بازی کرده است.